# Crenación

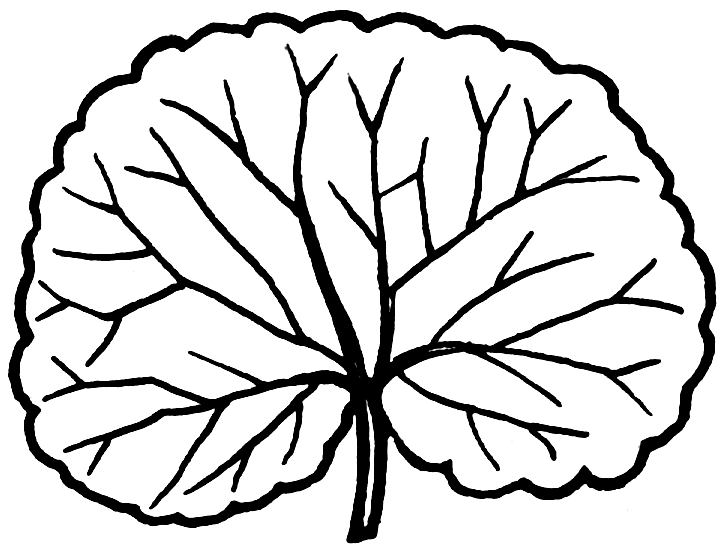
Diagrama de una hoja crenada

Crenación (del latín moderno crenatus que significa "festoneado o con muescas", del latín popular crena que significa "muesca")  en botánica y zoología, describe la forma de un objeto, especialmente una hoja o concha, con dientes redondos o bordes festoneados.
El descriptor puede aplicarse a objetos de diferentes tipos, incluidas las células, donde un mecanismo de crenación es la contracción de una célula después de la exposición a una solución hipertónica, debido a la pérdida de agua por ósmosis. En un ambiente hipertónico, la célula tiene una menor concentración de solutos que el líquido extracelular circundante, y el agua se difunde fuera de la célula por ósmosis, lo que hace que el citoplasma disminuya de volumen. Como resultado, la célula se encoge y la membrana celular desarrolla muescas anormales. Encurtir pepinillos y curar la carne con sal son dos aplicaciones prácticas de la crenación.
La plasmólisis es el término que describe las células vegetales cuando el citoplasma se contrae de la pared celular en un ambiente hipertónico. En la plasmólisis, la pared celular permanece intacta, pero la membrana plasmática se contrae y los cloroplastos de la célula vegetal se concentran en el centro de la célula.

## Glóbulos rojos

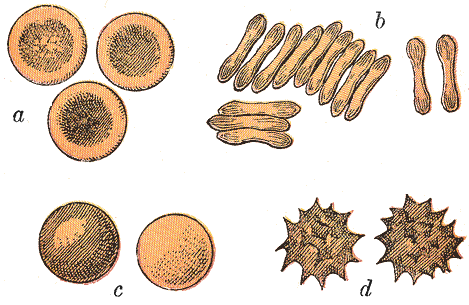
En (d), los glóbulos rojos se crean a partir de una solución hipertónica.

El término crenación también se usa para describir una característica de los glóbulos rojos. Estos eritrocitos parecen tener proyecciones que se extienden desde un área central más pequeña, como una bola con púas. Las crenaciones pueden ser espículas grandes e irregulares de acantocitos, o proyecciones más pequeñas, más numerosas y regularmente irregulares de equinocitos. Los acantocitos y equinocitos pueden surgir de anormalidades de los lípidos o proteínas de la membrana celular, o de otros procesos patológicos, o como un artefacto ex vivo.